# Globidentosuchus
Globidentosuchus es un género extinto de crocodiliano basal de la subfamilia de los caimaninos que vivió a finales del Mioceno en los Miembros Medio y Superior de la Formación Urumaco de Venezuela. Solo incluye a una especie, Globidentosuchus brachyrostris.